# Colina da Constituição

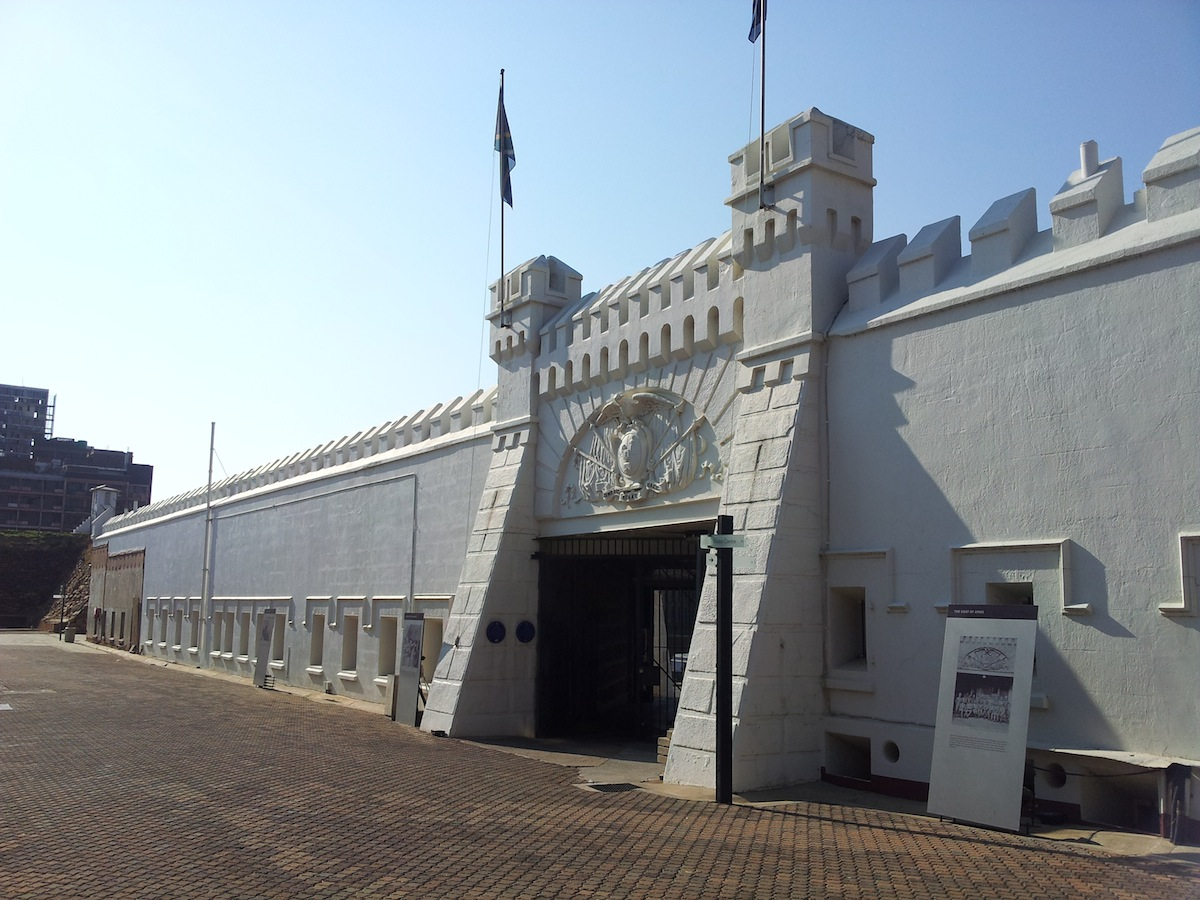
Edifício Old Ford, construído entre 1896 e 1899 na Constituição Hill

Constituição Hill é a sede do Tribunal Constitucional da África do Sul e está localizada em Braamfontein, Joanesburgo. Este local abriga mais de 200 obras contemporâneas escolhidas pelo ativista e juiz Albie Sachs, incluindo pinturas e esculturas de Gerard Sekoto, William Kentridge e Cecil Skotnes.
Na constituição Hill, foi construído o edifício Old Fort entre 1896 e 1899 a fim de realizar julgamentos e prender invasores britânicos, principalmente durante a Segunda Guerra dos Bôeres e o governo apartheid. Além de prender imigrantes britânicos que desrespeitavam as leis sul-africanas, alguns negros foram presos em Old Fort, inclusive Nelson Mandela por um ano.